# Gropig brunbagge
Gropig brunbagge (Zilora ferruginea) är en skalbaggsart som först beskrevs av Gustaf von Paykull 1798.  Gropig brunbagge ingår i släktet Zilora, och familjen brunbaggar. Enligt den svenska rödlistan är arten nära hotad i Sverige. Arten förekommer i Götaland, Öland, Svealand, Nedre Norrland och Övre Norrland. Artens livsmiljö är skogslandskap.